# کاج شوکران غربی
کاج شوکران غربی (نام علمی: Tsuga heterophylla) نام یک گونه از سرده کاج‌های شوکران است.